# Yamanasaurus

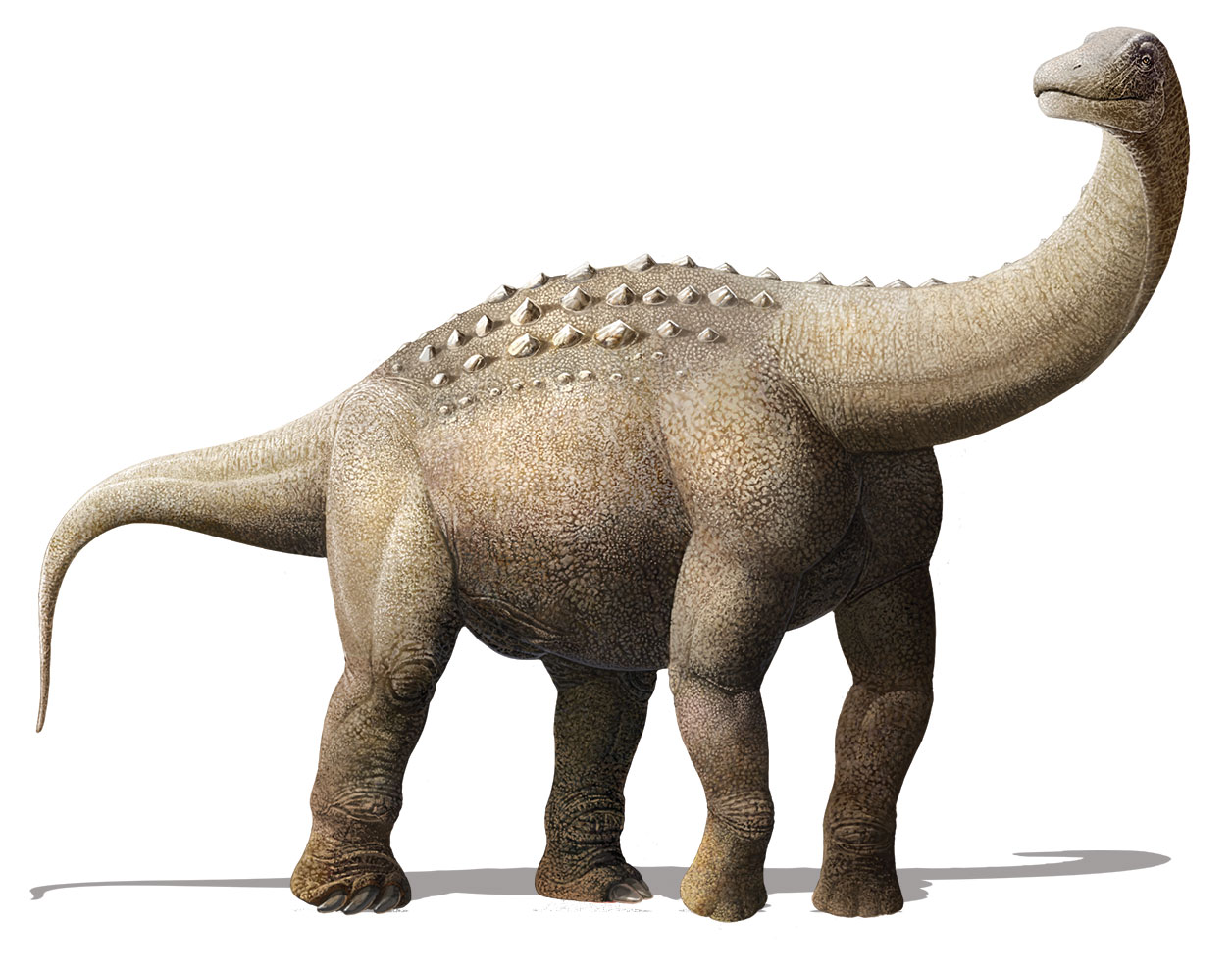
Yamanasaurus lojaensis

Yamanasaurus lojaensis is een plantenetende sauropode dinosauriër, behorende tot de Titanosauriformes, die tijdens het late Krijt leefde in het gebied van het huidige Ecuador.

## Vondst en naamgeving
In het begin van de eenentwintigste eeuw vond boer Víctor Francisco Celi Ríos bij Yamana in Loja, kanton Paltas, wat botten van een sauropode die hij ook opgroef. Die werden bewaard door de amateurpaleontoloog Marco Antonio Paladines Balcázar, de rector van het college Mons. Francisco Valdivieso Alvarado. Balcázar schonk het meeste materiaal aan het Instituto Nacional de Patrimonio Cultural maar enkele stukken eindigden in de Universidad Técnica Particular de Loja. Ze werden in 2018 bestudeerd door een team van voornamelijk Argentijnse paleontologen die tot de conclusie kwamen dat het een nog onbekende soort betrof.
In 2019 werd de typesoort Yamanasaurus lojaensis benoemd en beschreven door Sebastián Apesteguía, John Egverto Soto Luzuriaga, Pablo Ariel Gallina, José Tamay Granda en Galo Alexander Guamán Jaramillo. De geslachtsnaam verwijst naar Yamana. De soortaanduiding verwijst naar de herkomst uit Loja. Het is de eerste dinosauriër die uit Ecuador benoemd is.
Het holotype is gevonden in een laag van de Río Playas-formatie. Dit gedeelte van het Alamor-Lancones-Bassin werd eerder gezien als behorende tot de Casangaformatie en wel zo oud geschat als het Onder-Krijt. De beschrijvers dateren de laag echter veel later, uit het laatste Maastrichtien en niet ouder dan 66,9 miljoen jaar. In persberichten werd echter een ouderdom van vijfentachtig miljoen jaar genoemd. Het holotype bestaat uit een fragmentarisch skelet zonder schedel. Het vertegenwoordigt eigenlijk uit een reeks syntypen, de specimina YM125 UTPL 002: een stuk van het achterste heiligbeen bestaande uit twee vergroeide wervellichamen met sacrale ribben; YM-INPC-014L: de achterste helft van een staartwervel; YM-INPC-016: het bovendeel van een linkeropperarmbeen; YM-INPC-015: het bovendeel van een rechterspaakbeen en YM-INPC-017: een zwaar verweerd element dat een stuk spaakbeen of rechterscheenbeen zou kunnen zijn. Al deze vondsten werden geacht van één individu te zijn.

## Beschrijving

### Grootte en onderscheidende kenmerken
Yamanasaurus is een vrij kleine sauropode met een lengte van zo'n zes tot zeven meter. Dat zou overeenkomen met een gewicht van één ton.
De beschrijvers wisten enkele onderscheidende kenmerken vast te stellen. Twee daarvan zijn autapomorfieën, unieke afgeleide eigenschappen. Het wervellichaam van de laatste sacrale wervel is even lang als hoog, met op een zijkant een kleine eironde ondiepe uitholling die de botwand niet doorboort. Het spaakbeen is robuust met een afgeplatte schacht met een opvallende nek of cingulum direct onder de epifyse, de groeizone onder de bovenste verbreding, en met een zevenhoekig bovenste gewrichtsvlak.
Daarnaast is er een unieke combinatie van op zich niet unieke kenmerken. De voorste tot middelste staartwervels hebben een achterste uitstulping die verticaal afgeplat is waarbij het meest uitstekende punt hoger geplaatst is dan het middelpunt, zijn niet gekield en hebben een sponsachtige, niet-camellate interne structuur zonder grote luchtkamers, een bouw gedeeld met Neuquensaurus.

### Skelet
De bouw van Yamanasaurus is op vele punten onzeker wegens het fragmentarische karakter van het holotype. De beschrijvers reconstrueerden het skelet als dat van een typische saltasaurine: met een relatief korte nek, een tonronde romp en korte poten.
De twee vergroeide sacrale wervels die werden aangetroffen vertegenwoordigen vermoedelijk de achterste van de reeks. De laatste wervel, wellicht de zevende, staat onder een hoek van 45° schuin omhoog ten opzichte van de voorlaatste. Zo'n stand is gebruikelijk onder sauropoden die de staartbasis hieven maar in dit geval wel vrij extreem. De laatste wervel heeft aan beide zijden bolle uiteinden, is sterk ingesnoerd en heeft en zeshoekige dwarsdoorsnede. De onderzijde is niet breed als bij grotere Titanosauria maar tamelijk smal. De ovale fossa bevindt zich alleen op de linkerzijde, wat de status als autapomorf kenmerk wat problematisch maakt. Pneumatische foramina doorboren bovenzijde en onderzijde.
De gevonden staartwervel stamt vermoedelijk uit het voorste middendeel van de staart. Alleen de achterste bolling is bewaard maar die is zo fors dat die het vermoeden opwekt dat de voorkant hol, ofwel procoel, moet zijn geweest, een typisch titanosaurisch kenmerk. De bolling, de cotyle, is afgeplat maar niet extreem. De punt ervan ligt iets hoger dan de as. Er zit een deuk in de onderkant. In plaats van een kiel is er een lengtetrog. De wervelboog moet op de voorste helft hebben gelegen. Andere saltasaurinen, zoals Saltasaurus zelf en Rocasaurus, hebben en interne honingraatstructuur van het bot, met camellae.
De bouw van het opperarmbeen, met een verbrede bovenkant, wijst erop dat het vrij kort was, met de schacht slechts half zo breed als de bovenzijde. De bovenrand werd vermoed tamelijk recht te zijn. De voorzijde is driehoekig en hol, de achterzijde bol. De deltopectorale kam is, afgaande op de basis, vrij robuust, met een hoog gelegen punt. Het bovenvlak is halvemaanvormig. De schacht heeft een ovale dwarsdoorsnede.
Het rechterspaakbeen heeft een zeer eigenaardige vorm. De schacht is dikker dan normaal. Het bovenvlak heeft een zevenhoekig profiel. Eronder is het bot ingesnoerd. De schacht heeft een zeshoekige dwarsdoorsnede. Een dergelijke bouw is niet bekend van andere sauropoden. Als het bot werkelijk van het holotype is, moet het echter haast wel een spaakbeen zijn want voor een ellepijp, scheenbeen of kuitbeen zou de morfologie helemaal sterk afwijken. Het gevonden mogelijke stuk bovenste scheenbeen toont geen bijzondere details.

## Fylogenie
Yamanasaurus werd binnen de Titanosauria in de Saltasaurinae geplaatst. Dit gebeurde echter op basis van de vergelijkende methode, niet een exacte kladistische studie. Is de plaatsing juist dan is Yamanasaurus verreweg de noordelijkste bekende saltasaurine.